# 진주강문 충효각
진주강문 충효각은 충청북도 청주시 상당구에 있다. 2015년 4월 17일 청주시의 향토유적 제44호로 지정되었다.

## 개요
진주강씨 강서, 강수남, 강응명의 충절과 효행을 기리기 위해 세운 정려각이다.